# Fika (Nigeria)
Pour les articles homonymes, voir Fika.
Fika est une zone de gouvernement local et un émirat de l'État de Yobe au Nigeria,.

## Source
- (en) Cet article est partiellement ou en totalité issu de l’article de Wikipédia en anglais intitulé « Fika, Nigeria » (voir la liste des auteurs).